# Megalobrachium mortenseni
Megalobrachium mortenseni is een tienpotigensoort uit de familie van de Porcellanidae. De wetenschappelijke naam van de soort is voor het eerst geldig gepubliceerd in 1962 door Haig.